# Bouli (série télévisée d'animation)
Pour les articles homonymes, voir Bouli.
Bouli est une série télévisée d’animation française en 78 épisodes de quatre minutes et 36 épisodes de sept minutes, créée par Daniel et Roger Voinson et diffusée entre 1989 et 1991 sur Antenne 2. Au Québec, elle a été diffusée à la Télévision de Radio-Canada.

## Synopsis
Devant la tristesse des enfants lorsque les bonhommes de neige fondent au printemps, la lune décide de faire renaître le bonhomme de neige Bouli, ainsi que toute sa famille et ses amis. Tous les bonhommes de neige vont alors pouvoir s'amuser et inventer chaque jour de nouveaux jeux dans un pays magique.
Bouli est un petit bonhomme de neige avec deux grands yeux noirs, un nez rouge tout rond rappelant celui d'un clown, un corps rond avec deux boutons noirs dessus, un chapeau gris et une écharpe rouge. Il possède deux pieds et deux bras.

## Voix
- Brigitte Lecordier : Bouli
- Sophie Arthuys : Bouli Tennis, Bouli Bob, Bouli Ombrelle, Bouli Mamie
- Marie-Laure Dougnac : Bouli Balle, Bouli Hockey
- Annabelle Roux : Bouli Note, Bouli Trappeur, Bouli Pelle, Bouli Relax
- Jackie Berger : Bouli Punk, Bouli Pilote
- Marie-Christine Robert : Ciboulette (1re voix)
- Ophélie Brissot : Ciboulette (2e voix), Bouli Pêche
- Marine Boiron : Boulinette, Bouli Patin
- Jean-Claude Donda : Crapahute, Bouli Chasse
- Michel Elias : Bouli Papi

Le générique de Bouli est interprété par la chanteuse Chad'lo.

## Épisodes

### Première saison
1. Bouli tours
2. Bouli docteur
3. Le perce neige
4. L’anniversaire de la lune
5. L’appareil photo
6. Les aiguilles
7. Le ballon
8. Bouli sera toujours Bouli
9. La course
10. Les insomnies de Crapahute
11. Bouli fait du cinéma
12. Les martiens arrivent
13. La déclaration d’amour
14. La traversée avec Boulimarin
15. Le tour du monde de Bouli
16. Le trésor
17. Le trou
18. Bouli dépanneur
19. Bouli contre Bouli
20. Bouliski a disparu
21. Le village fantôme
22. Le gâteau
23. Les vacances de Bouli
24. Bouli magicien
25. Aubade pour Ciboulette
26. Un cadeau pour Bouli
27. Le bal
28. Bouli et le bébé pingouin
29. Le monstre des neiges
30. Bouli père noël
31. Où est le feu
32. La boule de cristal
33. Bouli a le hoquet
34. La crêpe
35. Drôle d’oiseau
36. Le pingouin qui tousse
37. Clair de lune
38. Le bouquet
39. La fusée
40. Bouli a une auto
41. Les Boulis sont tombés sur la tête
42. Haut les cœurs
43. La potion magique
44. Le Bouli de tous les Boulis
45. Le robot
46. Radio Bouli
47. L’art de l’igloo
48. Bouli marchand de glaces
49. La tirade
50. Bouli somnambule
51. Le monstre des mers
52. Le mariage de Bouli
53. Bouli à la mode
54. Les vacances de Crapahute
55. La rivale
56. Le grand meeting
57. Lettre à ciboulette
58. Bouli et la baleine
59. Le champion
60. L’anniversaire de Boulipompier
61. Bouli soir
62. Mais où est donc passé Bouli
63. Bouli et les pirates
64. L’arc-en-ciel
65. Le train fantôme
66. Voyage au centre de la terre
67. Gâteau surprise
68. Une toute petite aventure
69. Bouli dompteur
70. Jour de chance
71. Gardien de la paix
72. Le génie
73. Le duel
74. Bouli s’en va
75. Bouli maître d’école
76. L’OVNI
77. Super Bouli
78. La révolte de Bouli

### Deuxième saison
1. Bouli a la main verte
2. Le labyrinthe
3. Bouli chez les pirates
4. Retour vers le futur
5. Bouli et le robot
6. Le chevalier Bouli
7. Une bouteille à la mer
8. La poupée
9. La contagion
10. Joyeux Noël Crapahute
11. Bouli et le dragon
12. La balle et la boulibette
13. Voyage au centre de la terre
14. Boulipin contre Boulipon
15. À toute vapeur
16. Bouli se met en quatre
17. Les fiancés de Bouli
18. Le collier magique
19. Antipodes
20. Bouli et les Boulidiens
21. Le visiteur du futur
22. Les naufragés du temps
23. La course folle
24. Bouli mousquetaire
25. Bouli et la vétérineuse
26. Cyrano de Boulignac
27. Rififi chez les Bouli
28. Clair de lune pour Crapahute
29. Bouli décroche la lune
30. Bouli circus
31. Bouli et le philtre d'amour
32. La grande braderie
33. Un ami gros comme ça
34. Bouligloo à voyager dans le temps
35. Le monstre des mers
36. L'arc-en-ciel
37. Le train fantôme
38. Voyage au centre de la Terre
39. Gâteau surprise
40. Une toute petite aventure